# Бруно Нойманн
Бруно Нойманн (нім. Bruno Neumann, 26 квітня 1883 — 31 грудня 1943) — німецький вершник.
Бронзовий призер Олімпійських Ігор 1928 року в індивідуальному триборстві.